# Классный художник
Классный художник — формальный уровень квалификации художника в Российской империи; использовался Императорской Академией художеств и Московским училищем живописи, ваяния и зодчества до реформы 1893 года.
Во время обучения в академии ученики выполняли работы по рисунку, живописи и композиции, за которые получали оценки, а по окончании курса — медали. Большая и малая золотая медали, а также большая серебряная медаль давали художнику классный чин в табели о рангах. Малая серебряная медаль давала звание «неклассного художника» (также «свободного») при условии сдачи экзаменов с общим баллом 3. Звание позволяло выйти из податного сословия и получить льготы по отбыванию воинской повинности. Звания могли также получать художники, не обучавшиеся в Академии, после сдачи экзаменов и представления конкурсных работ.

## История
С 1860-х годов сам факт допуска к конкурсу на золотую медаль стал основанием для присвоения званий классных художников первой и второй степеней; звание неклассного художника стало присваиваться за демонстрацию художественной грамотности.
Наконец, в ходе академической реформы 1893 года система званий классных художников была заменена на звания художника и художника-архитектора.

## Большая золотая медаль
Обладатель большой золотой медали (классный художник первой степени) имел право на пенсионерскую поездку по Европе и гражданский чин девятого класса.
Для обладателей большой золотой медали открывалась дальнейшая карьера в Академии:
- звание «назначенного», для чего художник должен был выполнить произведение на заданную тему и получить одобрение этого произведения от Совета Академии;
- звание «академика», которое «назначенный» мог получить, создав конкурсное произведение на звание академика;
- далее академик мог претендовать на звания адъюнкт-профессора, и, в конце концов, профессора класса Академии художеств.

## Малая золотая медаль
Обладатель малой золотой медали (классный художник второй степени) получал гражданский чин двенадцатого класса.

## Большая серебряная медаль
Обладатель большой серебряной медали (классный художник третьей степени) получал гражданский чин самого низшего, четырнадцатого класса.

## Малая серебряная медаль
Обладатель малой серебряной медали получал звание «неклассного художника» (в другой формулировке, «свободного художника») при условии сдачи экзаменов с общим баллом 3. Это звание, хотя и не сопровождалось присвоением чина табели о рангах, но позволяло выйти из податного сословия и получить льготы по отбыванию воинской повинности.

## Повышение степени
Классные художники второй и третьей степеней могли получить следующую степень, представив (по крайней мере через год) новое произведение, достойное такой награды по мнению Совета Академии.

## Исключения
На практике система отличалась большой гибкостью, с многочисленными исключениями для талантливых художников и выдающихся произведений.